# 纳粹女魔头之西伯利亚母虎
《纳粹女魔头之西伯利亚母虎》（英語：Ilsa, the Tigress of Siberia）是1977年在加拿大出品的一部性剝削男子监狱風格的電影，是《殘酷女淫魔》的第三部續集。 

## 剧情
迪婭尼·索恩再次出演主角，但這次伊爾莎（稱“上校同志”）掌管1953年的西伯利亞古拉格集中營，在精神和肉體上摧毀男性政治犯，直到斯大林主义垮台。